# Шебеко, Вадим Николаевич
Вади́м Никола́евич Шебе́ко ( 11 (23) июля 1864 — 12 ноября 1943, Париж) — русский военный и государственный деятель, военный агент в США и Германии, гродненский губернатор и московский градоначальник.

## Биография
Родился 11 (23) июля 1864 года. Сын генерала от кавалерии Николая Игнатьевича Шебеко и Марии Ивановны Гончаровой, племянницы Натальи Гончаровой. Брат дипломата Николая Николаевича Шебеко.
Окончил Пажеский корпус (1884), был выпущен корнетом в Кавалергардский полк. В 1894 году окончил Николаевскую академию Генерального штаба (по 1-му разряду).
Чины: камер-паж (1883), поручик (1888), штабс-ротмистр гвардии (с 17.04.1894), капитан Генерального штаба (1894), подполковник (1899), полковник (за отличие, 1903), флигель-адъютант (1904), генерал-майор (за отличие, 1913) с зачислением в Свиту.
Служил старшим адъютантом штаба 2-й гвардейской кавалерийской дивизии (1895—1896). В 1896—1899 годах находился в распоряжении военного агента в Константинополе. Затем занимал должности военного агента в США (1899—1901) и Германии (1901—1905). В 1904—1905 годах состоял при германском императоре.
В 1905 году вернулся в Россию и служил в Генеральном штабе (1905—1913). Затем занимал посты Саратовского вице-губернатора (февраль—октябрь 1913), Гродненского губернатора (1913—1916). В феврале 1916 года был назначен московским градоначальником, в апреле 1917 — уволен от службы по прошению, с мундиром и пенсией.
В Февральскую революцию глава Временного правительства князь Львов назначил комиссаром Временного правительства по Москве бывшего городского голову Челнокова. Арестованы генерал Мрозовский и градоначальник Шебеко, Шебеко при этом пытался бежать из города вместе со своим помощником.
После Октябрьской революции эмигрировал во Францию. В 1920-е—1930-е годы был совладельцем чайной с антикварным магазином «Боярский терем» в центре Парижа.
Скончался 12 ноября 1943 года в Париже. Похоронен на кладбище Сент-Женевьев-де-Буа.

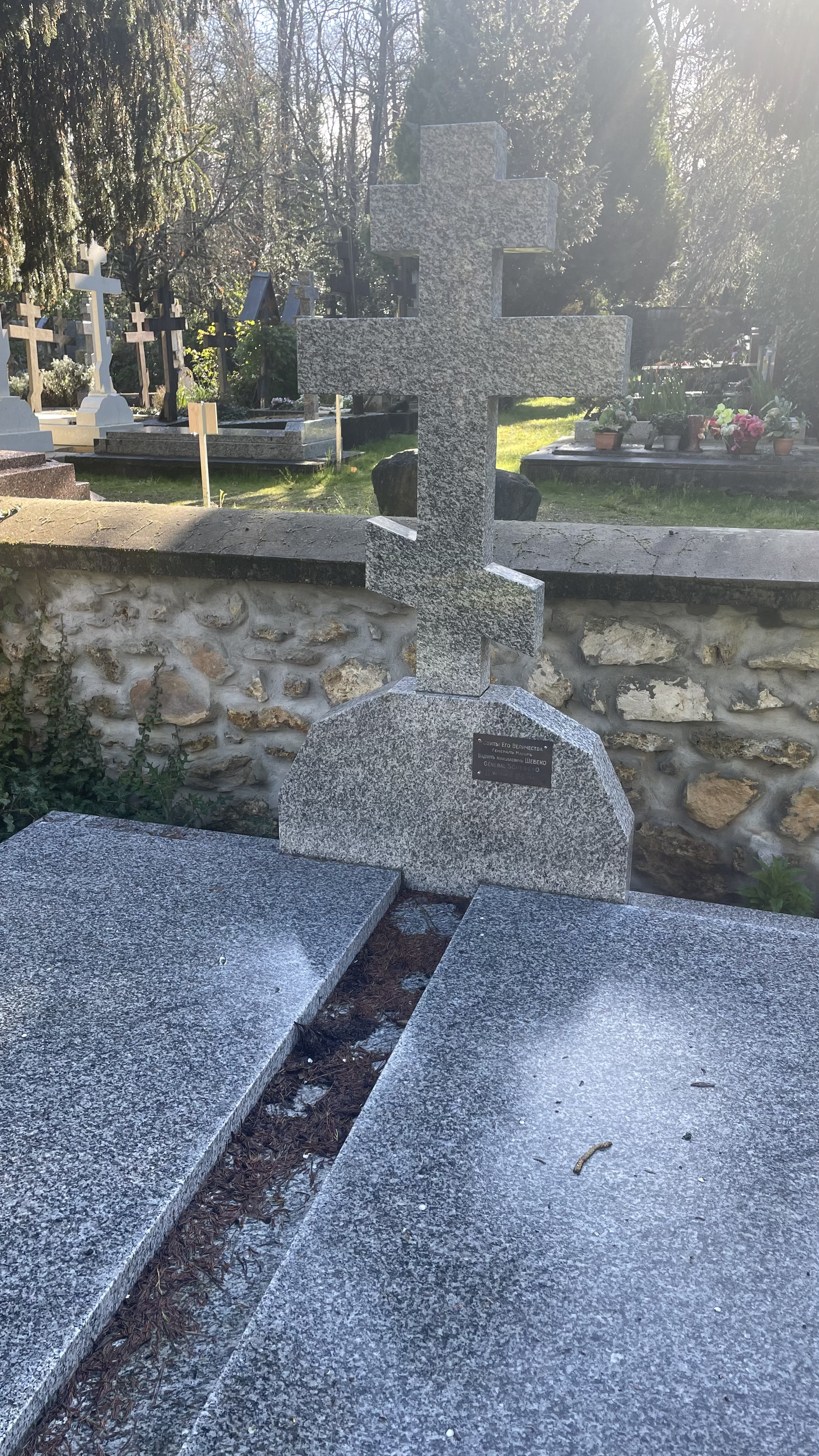
Могила Вадима Николаевича Шебеко на кладбище Сент-Женевьев-де-Буа.

## Награды
- Орден Святого Станислава 3-й ст. (1895);
- Орден Святой Анны 3-й ст. (1901);
- Орден Святого Станислава 2-й ст. (1903);
- Орден Святой Анны 2-й ст. (1905);
- Орден Святого Владимира 4-й ст. (1908);
- Орден Святого Владимира 3-й ст. (1911);
- Высочайшая благодарность (ВП 05.11.1914);
- Орден Святого Станислава 1-й ст. (1915);
- Высочайшая благодарность (ВП 06.12.1915);
- Орден Святой Анны 1-й ст. (1916).

- Медаль «В память царствования императора Александра III»;
- Медаль «В память коронации Императора Николая II»;
- Медаль «В память 300-летия царствования дома Романовых» (1913);
- Медаль «За труды по отличному выполнению всеобщей мобилизации 1914 г.» (1915).

Иностранные:
- болгарский Орден Святого Александра 4-й ст. (1900);
- черногорский Орден Князя Даниила I 4-й ст. (1900);
- османский Орден Меджидие 3-й ст. (1900);
- персидский Орден Льва и Солнца 2-й ст. (1902);
- прусский Орден Короны 2-й ст. (1903);
- вюртембергский Орден Фридриха 2-й ст. (1904);
- гессенский Орден Филиппа Великодушного 2-й ст. (1906);
- датский Орден Данеброга 2-й ст. (1910).

## Семья
Первая жена (с 20 августа 1908; Брюссель) — Маргарита Карловна Кондратьева (1871—1919), урожденная баронесса Шиллинг, вдова помощника материальных служб Привислинских железных дорог. Дети рожденные до брака:
- Владимир (1896—1920), поручик Кавалергардского полка, участник Белого движения, адъютант генерала Слащова. В 1920 году был убит бомбой на станции Джанкой.
- Фёдор (1898—1983), выпускник Пажеского корпуса (1917), кавалергард, участник Белого движения. В эмиграции во Франции.
- Мария (?—после 1946)

Вторая жена — графиня Вера Владимировна Клейнмихель (be:Вера Уладзіміраўна Кляйнміхель; 31.07.1877—03.12.1948), фрейлина, дочь В. П. Клейнмихеля, разведённая княгиня Орбелиани. Приходилась Шебеко троюродной сестрой. Автор воспоминаний, умерла в Париже.
- Вера (11.12.1919; Париж— 1998), в 1951 году в Леоне вышла замуж за Жана Леона Бише.